# Lisa Bellear
Lisa (Marie) Bellear, née le 2 mai 1961 à Melbourne et morte le 5 juillet 2006 dans la même ville, est une poétesse, photographe, militante, porte-parole, dramaturge, comédienne et animatrice aborigène australienne.

## Biographie
Lisa Bellear est une Goenpul du peuple Noonuccal de Minjerribah de l'Île Stradbroke-Nord. Ses oncles sont Bob Bellear, le premier juge autochtone d'Australie, et Sol Bellear qui a aidé à fonder l'Aboriginal Housing Corporation à Redfern en 1972.
Bellear fait partie des générations volées : elle est adoptée dans une famille blanche alors qu'elle est bébé et on lui dit qu'elle a un héritage polynésien. C'est à l'âge adulte qu'elle explore ses racines autochtones.
Elle entre à l'université et obtient un baccalauréat universitaire (bachelor) en travail social en 1986. Elle obtient ensuite un master en études de genre en 1996 à l'université de Melbourne et un master en écriture créative. Elle commence un doctorat sur les problèmes contemporains des communautés indigènes.

### Ouvrages publiés et photographie
En 1996, Bellear écrit Dreaming in Urban Areas (University of Queensland Press), un livre de poésie qui explore l'expérience des autochtones dans la société contemporaine. Elle a déclaré dans une interview avec Roberta Sykes (en) que sa « poésie ne visait pas à rabaisser la société blanche. C'est une question de découverte de soi ».
D'autres de ses poèmes sont publiés dans des revues et des journaux. Elle a reçu le prix Deadly Awards (en) en 2006 pour sa contribution exceptionnelle à la littérature avec sa pièce The Dirty Mile: A History of Indigenous Fitzroy.
Bellear est une photographe prolifique (30 000 photos où elle documente notamment les manifestations  et la vie quotidienne des autochtones à Melbourne. Son travail a été exposé aux Jeux olympiques d'Athènes en 2004 et au Musée de Melbourne dans le cadre des célébrations du millénaire.

### Activités communautaires
Elle est animatrice à la station de radio communautaire 3CR à Melbourne où elle présente l'émission Not Another Koori Show pendant plus de 20 ans. Elle est aussi membre du groupe de travail sur les générations volées de Victoria de 2003, ayant elle-même été retirée à ses parents en vertu de cette politique,.
Elle est également une membre fondatrice de la Compagnie théâtrale Ilbijerru (en), la plus ancienne troupe de théâtre aborigène d'Australie. Ilbijerri a produit The Dirty Mile en mars 2006 sous la forme d'un sentier pédestre théâtralisé dans les rues de Fitzroy, à Melbourne.
Bellear meurt de façon inattendue chez elle à Melbourne à l'âge de 45 ans. Elle est enterrée au cimetière de Mullumbimby.

## Reconnaissance
En 2008, Bellear est intronisée à titre posthume au tableau d'honneur des femmes de Victoria. La ville de Melbourne, en partenariat avec le Victorian Women's Trust reconnait la vie et le travail de Bellear en 2018 en nommant une ruelle de Carlton, Warrior Woman Lane, en son honneur,. L'Université de Melbourne nomme un de ses logement étudiant Lisa Bellear House. Pour les 10 ans de sa mort, le Koorie Heritage Trust organise une exposition de ses poèmes et photographies intitulée Close to you: the Lisa Bellear picture show.